# Prysmian
Prysmian S.p.A. é uma empresa italiana com sede em Milão, especializada na produção de cabos para aplicações em energia e telecomunicações. A empresa está entre as líderes mundiais neste setor. Tornou-se uma empresa de capital aberto no ano de 2007.

## História
A companhia foi fundada originalmente em 1879 como Pirelli Cabos e Sistemas. Em 1881 obteve o contrato para a criação de cabos telegráficos submarinos, em nome do Corpo de Engenheiros do Exército.
- 1886: abre uma fábrica para a produção de cabos submarinos em La Spezia.

Posteriormente, contribui para a colocação da rede italiana de telégrafo, em nome da Telégrafos do Estado, administração pública e da instalação de eletricidade para uso doméstico em Milão. A Pirelli estabelece uma ligação telegráfica que atravessa o Mar Vermelho
- 1902: cria uma filial na Espanha, com a construção de uma fábrica de Cabos da Pirelli.

- 1914: cria uma filial na Grã-Bretanha com a construção de uma unidade de produção (outras foram criadas posteriormente na Argentina em 1917 e no Brasil em 1929).

- 1925: a Pirelli Cavi cria uma subsidiária nos EUA após o contrato para o fornecimento e instalação do primeiro telégrafo submarino transatlântico de 5150 km de extensão, entre a Itália e a América. Nos anos subsequentes, a Pirelli duplica as ligações elétricas que alimentam Nova York e Chicago.

- Anos 1930: a Pirelli realiza ligação transatlântica entre Brasil e África do Norte, configura uma fábrica no Canadá de alta potência de cabos elétricos.

- 1950: O Ministério Italiano de Serviços Postais encomenda à Pirelli Cavi e Sistemi o fornecimento de cabos para uma rede telefônica interurbana e para telecomunicações. O Grupo também obtém o contrato para a reinstalação da linha telefônica submarina entre a Itália e o Brasil.

- 1982: O grupo Pirelli se torna a primeira companhia da Itália a produzir fibras ópticas para telecomunicações e transmissão de dados, estabelecendo uma joint venture com o grupo STET.

- Entre 1998 e 2001: A Pirelli Cavi e Sistemi adquire o negócio de cabos de energia da Siemens AG, BICC e Metal Manufacturers Ltd., além de duas fábricas da NKF, objetivando expandir sua operação comercial e industrial a nível internacional.

- Entre 2001 e 2004: É lançado um rígido processo de reestruturação que proporciona uma organização mais enxuta, eficiente e flexível à companhia.[2]

- 2005: Em junho, o banco norte-americano Goldman Sachs adquire as operações de Cabos e Sistemas de Energia e de Telecomunicações da Pirelli & C. S.p.A. surgindo assim a Prysmian Cables & Systems.[3]

- 2007: A Prysmian se torna uma empresa de capital aberto na bolsa de valores de Milão, cujas ações começam a ser negociadas no dia 3 de maio, no segmento Blue Chip.[4]